# Amblyderus triplehorni
Amblyderus triplehorni är en skalbaggsart som beskrevs av Weismann och Boris C. Kondratieff 1999. Amblyderus triplehorni ingår i släktet Amblyderus och familjen kvickbaggar. Inga underarter finns listade i Catalogue of Life.